# Миллион приключений
«Миллио́н приключе́ний» — детский научно-фантастический роман Кира Булычёва из цикла «Приключения Алисы». Состоит из четырёх частей-повестей, мало связанных между собой. Роман был написан в 1976 году, и вторая его часть, «Заграничная принцесса», была отдельно опубликована в октябре — декабре того же года в газете «Пионерская правда». В полном варианте впервые опубликован в 1982 году издательством «Детская литература», потом другие части тоже иногда выходили отдельно. Роман переведён на чешский, польский, узбекский, молдавский, монгольский языки.

## Сюжет

### «Новые подвиги Геракла»
Повесть представляет собой несколько рассказов о проделках питекантропа Геракла, привезённого из доисторической Явы в Москву и живущего на биологической станции на Гоголевском бульваре. Кроме истории появления Геракла, рассказывается о его роли в некоторых опытах Алисы и её друзей, и фантастических, смешных случаях.
Повесть также публиковалась отдельно как «Миллион приключений».

### «Заграничная принцесса»
Алиса, вместе со своим кружком юных натуралистов, летит на «звёздном лайнере» на планету Пенелопа. В городе Жангле-Многоточие Пашка Гераскин умудряется найти продавца приключений — Фуукса, который отправляет его в рыцарское средневековье. Пашка в облике рыцаря совершает в средних веках подвиги, которые местным феодалам кажутся мятежом: он освобождает рабов, наказывает господина за избиение служанки, спасает ведьму с костра, и т. п. Алиса идёт по следам Пашки в облике заграничной принцессы, пытаясь вернуть неукротимого романтика домой. В этих приключениях им помогают шут короля и мачеха — королева Изабелла.

### «Каникулы на Пенелопе»
Юные биологи встречают диковинного авантюриста, бродягу по имени Дикарь, который живёт среди живой природы. Для Пашки загадочный Дикарь быстро становится другом и героем. А тем временем биологи начинают обнаруживать, что животные в округе гибнут. Более того: на считавшейся прежде совершенно безопасной планете начали появляться опасные хищники, происходить землетрясения и прочие бедствия. Дикарь оказывается браконьером и космическим пиратом, приехавшим искать сокровища,  которые когда-то потеряли при бегстве с планеты представители другой цивилизации. Сама планета, обладающая разумом, восстает против него, как раньше против них. При этом всепланетный разум ошибочно считает виновными и остальных приехавших на планету, не осознавая, что один человек может совершать противоречащее мнению других. К счастью, всё заканчивается благополучно после разъяснения ситуации.

### «Шкатулка пиратской мамаши»
Заключительная часть романа. Алиса расстаётся с друзьями: они летят на Землю, а она — на планету Брастак, куда её пригласил старый друг археолог Рррр. Непрошенным за ней увязывается Пашка, переодевшийся для маскировки в истеричную туристку с планеты Пилагея. По прибытии на Брастак, Алиса и «туристка» оказываются в карантине: Мммм, единственный обитатель планеты, который вышел их встречать, объявил, что на планете тяжелейшая эпидемия. Однако подозрения ребят не ослабевают, и вскоре вскрывается правда: планета Брастак в руках шайки пиратов под командой Крыса и его мамаши.